# Зосін (Люблінський повіт)
Зосін (пол. Zosin) — село в Польщі, у гміні Белжиці Люблінського повіту Люблінського воєводства.
Населення — 126 осіб (2011).
У 1975-1998 роках село належало до Люблінського воєводства.

## Демографія
Демографічна структура станом на 31 березня 2011 року:
|          | Загалом | Допрацездатний вік | Працездатний вік | Постпрацездатний вік |
| -------- | ------- | ------------------ | ---------------- | -------------------- |
| Чоловіки | 68      | 13                 | 46               | 9                    |
| Жінки    | 58      | 12                 | 31               | 15                   |
| Разом    | 126     | 25                 | 77               | 24                   |